# Église Saint-Christophe de Hannut
L’église Saint-Christophe est l’édifice religieux catholique principal de la ville de Hannut, en province de Liège (Belgique). Datant du XIVe siècle dans ses parties anciennes, l’église paroissiale est connue aujourd’hui comme centre important de pèlerinage à saint Christophe.

## Histoire
Le plus ancien document mentionnant l’église d’Hannut date de 1331. Il est intéressant de noter qu’elle est déjà dédiée à saint Christophe. Les soubassements de l’église datent de l’époque romane. Le corps de l’église date du XIIIe siècle et le sanctuaire du XIVe siècle. Le clocher est à l’origine une tour carrée de défense médiévale qui fut surélevée au XVIIe siècle. Rebâti en 1773 il donne à l’église son aspect vigoureusement trapu. L’intérieur de l’église a été restauré à la fin du XIXe siècle par l’architecte gantois Auguste Van Assche.
Ce qui attire l’attention, dans la nef droite de l’église, c’est une statue de grande dimension de saint Christophe. Haute de près de quatre mètres et taillée dans un tronc de chêne, elle date du XIVe siècle et est une des plus anciennes statues du saint en Belgique. Dans la main droite saint Christophe tient son bâton. Il porte l’Enfant-Jésus sur l’épaule gauche, lui-même tenant un livre dans une main et dans l’autre, le globe terrestre. 

## Culte à saint Christophe
Le culte de saint Christophe (le ‘Porte-Christ’) basé sur sa légende est fort présent en Europe occidentale, bien qu’il soit d’origine orientale. On l’invoque pour se protéger d’une mort subite (lors de calamités naturelles) ou accidentelle. Au XIVe siècle la grande statue du saint se trouve déjà dans l’église de Hannut qui lui est d’ailleurs consacrée.  Il est le saint patron des voyageurs. 
La statue connait quelques déménagements successifs au sein de l’église pour aboutir dans une chapelle annexe en 1878.
Au début du XXe siècle le culte à saint Christophe a un regain de ferveur avec la popularisation des ‘automobiles’ et la multiplication des voyages. En 1923 pour la première fois un pèlerinage pour automobilistes est organisé. Patron des voyageurs saint Christophe devient par extension le saint patron des automobilistes. Chaque année, le premier dimanche du mois d’août un pèlerinage est organisé. 
Organisé par la 'Confrérie nationale Saint-Christophe' la cérémonie de bénédiction des véhicules a lieu le premier dimanche du mois d’août. Après la messe un cortège de véhicules, autos, camions autant que tracteurs, motos et vélos, précédés des pompiers et ambulanciers, parcourt la ville. Lors de leur passage devant l’église Saint-Christophe ils sont bénis par le prêtre et placés sous la protection de saint Christophe.  C’est également l’occasion d’acheter et de placer dans la voiture le badge protecteur portant l’effigie de saint Christophe.

## Patrimoine
- La grande statue de saint Christophe, patron de la paroisse, date du XIVe siècle. Elle est au centre de toute l’histoire de l’église.
- Le sanctuaire, de style gothique, est classé.
- Le maître-autel, en bois polychrome est rehaussé d’un retable avec six portraits de saints et deux anges adorateurs.
- La chaire de vérité date de 1688.

## Source
- Le guide des pèlerinages de Belgique, Bruxelles, Éd. de l'Octogone, 1994, p. 114-117.